# 鲜血、辛劳、眼泪和汗水

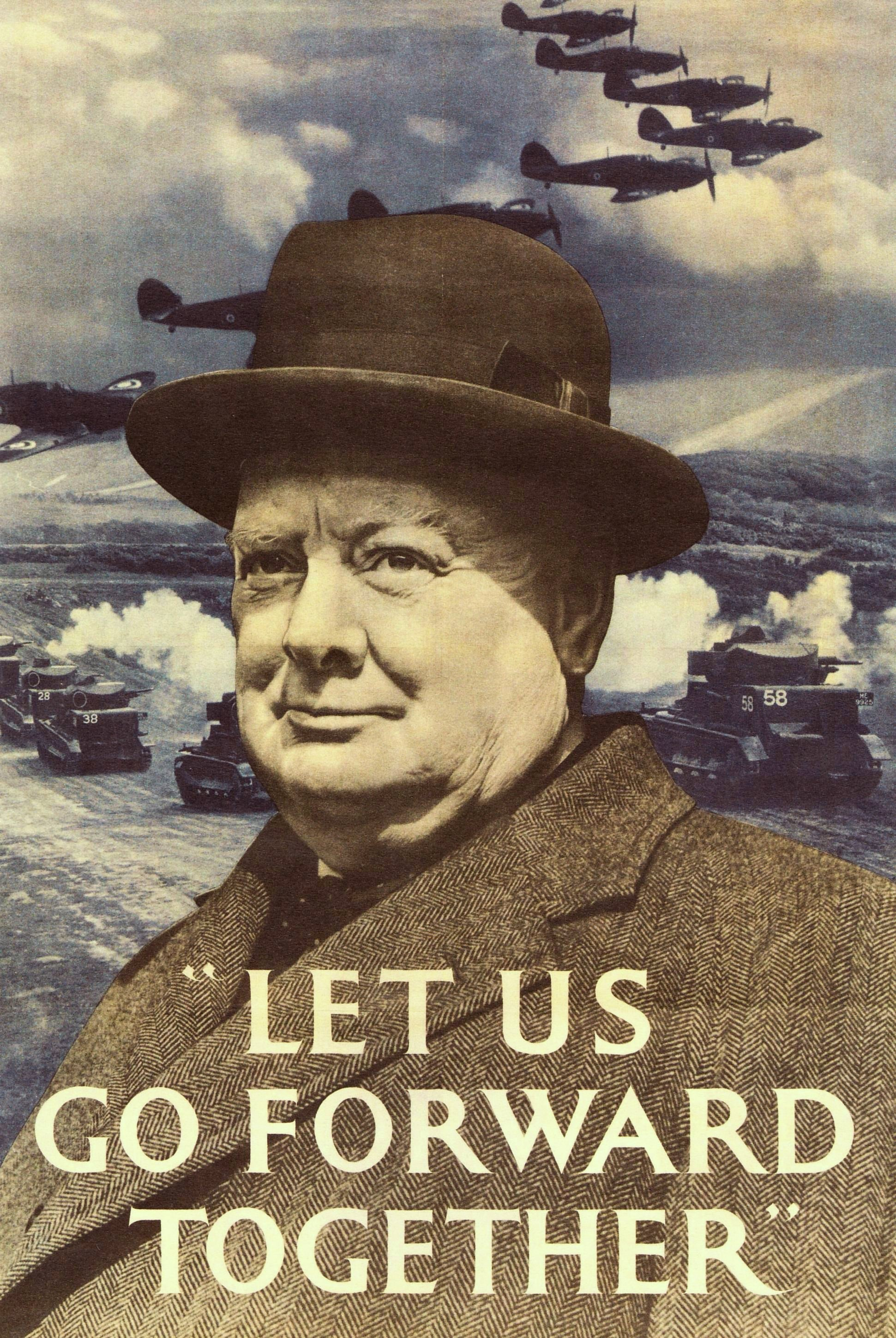

“热血、辛劳、眼泪和汗水”（'英語：'），是英国首相溫斯頓·丘吉爾时值第二次世界大战期间纳粹德国入侵法国时期于1940年5月13日对下议院的演讲中的名句，亦代指了该演讲本身。该演讲表达并鼓舞对纳粹德国的抗争决心。
|  | I have nothing to offer but blood, toil, tears and sweat. 我能尽心奉献的别无他物，只有热血、辛劳、眼泪和汗水。 |